# 秦汉
秦汉（公元前221年－公元220年）是中国秦朝和汉朝的并称，该时期结束了春秋战国的分裂局面，废除西周的封建制，确立了中央集权。秦汉两朝建立了“天下国家”体制，是塑造中国的民族性格的时期。有学者认为秦汉是中国历史上的首次建立帝国或成为一元体制，与隋唐、明清并称。
秦王嬴政于公元前221年完成灭六国，改称皇帝，在中国创立了長達2132年的皇帝制度，并在全国范围内设立郡县，统一文字、度量衡，实现了中国首次真正意义上的统一；但秦朝短祚，仅过了15年就灭亡。
在经过四年楚汉战争后，刘邦再次实现统一，建立汉朝，并“汉承秦制”，初年實行郡國制，分封部分異姓王，後入攻滅，並於漢武帝時全面恢復郡縣制，对秦朝制度既有继承又有发展。